# Oligodon purpurascens
Oligodon purpurascens is een slang uit de familie van toornslangachtigen (Colubridae), die voorkomt in Indonesië, Maleisië, Brunei, Singapore en Thailand.